# Lasiopogon solox
Lasiopogon solox är en tvåvingeart som beskrevs av Günther Enderlein 1914. Lasiopogon solox ingår i släktet Lasiopogon och familjen rovflugor.
Artens utbredningsområde är Taiwan. Inga underarter finns listade i Catalogue of Life.